# 魏家峁镇
魏家峁镇是中华人民共和国内蒙古自治区鄂尔多斯市准格尔旗下辖的一个镇。
2016年，内蒙古自治区人民政府批复同意从龙口镇划出部分区域，设置魏家峁镇，辖魏家峁、范家峁、双敖包、郑峁梁、井子沟、杜家峁、四分子、柏相公8个村。

## 行政区划
魏家峁镇下辖以下村级行政区划单位：
ID“Template:PRC admin/data/15/06/22/106/000”在系统中是未知的。请使用一个有效的实体ID。。